# Christmas eve
Christmas eve is een symfonisch gedicht geschreven door Arnold Bax, hij dateerde het op januari 1912. De titel van de compositie luidde toen Christmas eve on the Mountains. 
Bax haalde inspiratie voor dit werk uit een winterwandeling in Gleann na Smól in Dublin. Bax gebruikte een credo dat ook te horen in een werk van Johann Sebastian Bach (Mis in b mineur) en Also sprach Zarathustra van Richard Strauss. Dirigent Balfour Gardiner leidde de première van dit werk op 4 maart 1913 met het New Symphony Orchestra, er werden die avond meerdere werken van Britse componisten uitgevoerd. Een succes werd dit werk niet. Dat is wellicht de reden dat Bax er aan bleef sleutelen en na de revisie was ook de titel ingekort. Bax dateerde de revisie niet, maar het handschrift werd door Graham Parlett ingeschat als zijnde van circa 1921 (GP249). Bax haalde een paar maten weg, verving een aantal maten en voorzag enkele noten van andere voortekens. De oorspronkelijke versie werd wel uitgevoerd, maar de gereviseerde versie verdween in de la. De eerste uitvoering kwam pas in 1979, toen Leslie Head het uitvoerde met het semiberoeps-Kensington Symphony Orchestra. Daarna stond het pas weer op de lessenaars bij de opname voor Chandos, in 2017 de enig verkrijgbare opname van dit werk.
Orkestratie:
- 3 dwarsfluiten (III ook piccolo), 2 hobo’s, 1 althobo, 2 klarinetten, 1 basklarinet, 2 fagotten, 1 contrafagot (ad lib)
- 4 hoorns, 3 trompetten, 3 trombones, 1 tuba
- pauken, 2 man/vrouw percussiem orgel, 1 harp
- violen, altviolen, celli, contrabassen